# Stadtwerke Quedlinburg
Die Stadtwerke Quedlinburg GmbH ist der Grundversorger für Strom, Gas und Fernwärme im Stadtgebiet von Quedlinburg. Darüber hinaus liefern die Stadtwerke Quedlinburg Strom und Erdgas in weite Teile von Sachsen-Anhalt, Sachsen und Thüringen. Als Netzbetreiber bewirtschaften die Stadtwerke Quedlinburg die Strom-, Erdgas und Wärmenetze in Quedlinburg, die Stromnetze in den Ortsteilen Stadt Gernrode und Bad Suderode sowie das Gasnetz in Ditfurt. Geschäftsführer ist seit März 2021 Eiko Fliege.

## Geschichte
Die historische Entwicklung begann mit dem Bau des städtischen Gaswerkes 1863 und dem städtischen Wasserwerk 1886. Im Jahr 1902 wurde dann noch das Elektrizitätswerk in Betrieb genommen. Einen weiteren Fortschritt brachte der Bau von Drehstromleitungen für die Industrie innerhalb des Stadtgebietes 1918. Einen strukturellen Wandel gab es einerseits durch die Integration in das staatliche Energiekombinat in der Zeit der Deutschen Demokratischen Republik ab 1950, andererseits durch die Rückführung in ein Wirtschaftsunternehmen ab 1991. Nachdem zunächst nur die Fernwärmeversorgung auf die Stadtwerke übertragen wurden, gelangen 1995 bzw. 1996 auch wieder die Sparten Gas und Strom in den Geschäftsbereich. Die Wasserversorgung ging in den heutigen Zweckverband Wasserversorgung und Abwasserentsorgung Ostharz über. Im gleichen Jahr wurde auch der städtische Bäderbetrieb den Stadtwerken übertragen.
Für eine moderne Energiegewinnung und -weitergabe wurde 1998 ein BHKW (Blockheizkraftwerk) in der Magdeburger Straße in Betrieb genommen. Mit einem weiteren BHKW in der Süderstadt im Jahr 2008 konnte die Eigenerzeugung ausgebaut werden. Ein BHKW am Hallenbad Quedlinburg und unternehmenseigene Solaranlagen ergänzen die Eigenerzeugungsanlagen.
Zur Förderung alternativer Antriebe wurde 2003 mit dem Bau der ersten Quedlinburger Erdgastankstelle auf dem Moorberg gestartet.
Am 11. Januar 2009 sprachen sich die Quedlinburger Bürger in einem Bürgerentscheid erfolgreich gegen die von der Stadtverwaltung geplante Teilprivatisierung der Stadtwerke aus.
Seit 2010 liefert der regionale Energiedienstleister Strom und Erdgas auch außerhalb des eigenen Netzes. Strom- und/oder Gaslieferungen sind seitdem in weiten Teilen Sachsen-Anhalts, Sachsens und Thüringens möglich. Zum 1. Januar 2020 wurden die Stadtwerke auch Stromnetzbetreiber für die Ortsteile Bad Suderode und Stadt Gernrode, die bis dahin von mitnetz betreut worden.

## Struktur
Zur Wiedergründung im Jahr 1991 hatte der regionale Energiedienstleister drei Gesellschafter, wobei die Stadt Quedlinburg 98 % der Anteile hielt (vertreten durch den Aufsichtsratsvorsitzenden Oberbürgermeister, derzeit Frank Ruch) und weitere 1 % jeweils die Stadtwerke Celle und Herford (beides Partnerstädte von Quedlinburg). Seit 2014 befindet sich die Stadtwerke Quedlinburg GmbH im steuerlichen Querverbund mit der Bäder Quedlinburg GmbH, die seitdem auch als Gesellschafter der Stadtwerke Quedlinburg GmbH fungiert.
Insgesamt sind im Stromnetz der Stadtwerke 117 km 15-kV-Leitungen und 247 km 1-kV-Leitungen vorhanden sowie 104 eigene Trafostationen. Die zentrale Übernahme des Stromnetzes erfolgt am Umspannwerk Badeborner Weg.
Die Stadtwerke Quedlinburg GmbH ist Gas-Netzbetreiber für die Welterbestadt Quedlinburg und den Ort Ditfurt. Die Gaslieferung erfolgt gemäß DVGW-Arbeitsblatt G260 in der Kategorie H. Die Netzkoppelpunkte zum vorgelagerten Netz befinden sich in der Magdeburger Straße, Westerhäuser Straße und Suderöder Chaussee.
Im Fernwärmenetz werden die 99 Hausanschlussstationen über eine Leitungslänge von 9 km jährlich eine Wärmemenge rund 43 GWh übertragen, die in zwei Kesseln mit einer gesamten Maximalleistung von 24,9 Megawatt erzeugt werden. Hinzu kommen 3,5 Megawatt durch zwei eigene Blockheizkraftwerke. In die Wärmemenge eingeschlossen ist die Warmwasserversorgung im Stadtgebiet Kleers. Zunehmend wird die Fernwärme durch Nahwärmeanlagen ersetzt.